# Aston Martin DB7
Aston Martin DB7 — спортивний автомобіль класу GT від Aston Martin.

## Опис

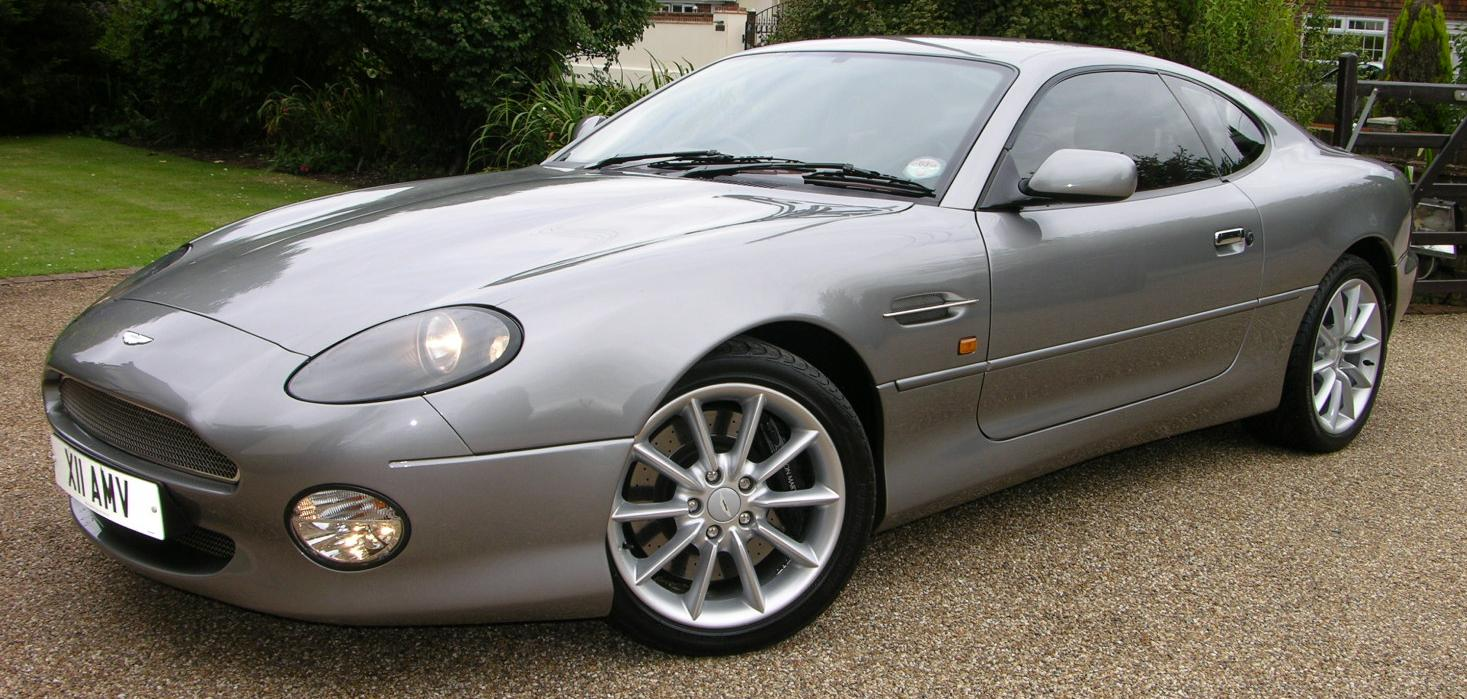
Aston Martin DB7 V12 Vantage (1999-2003)

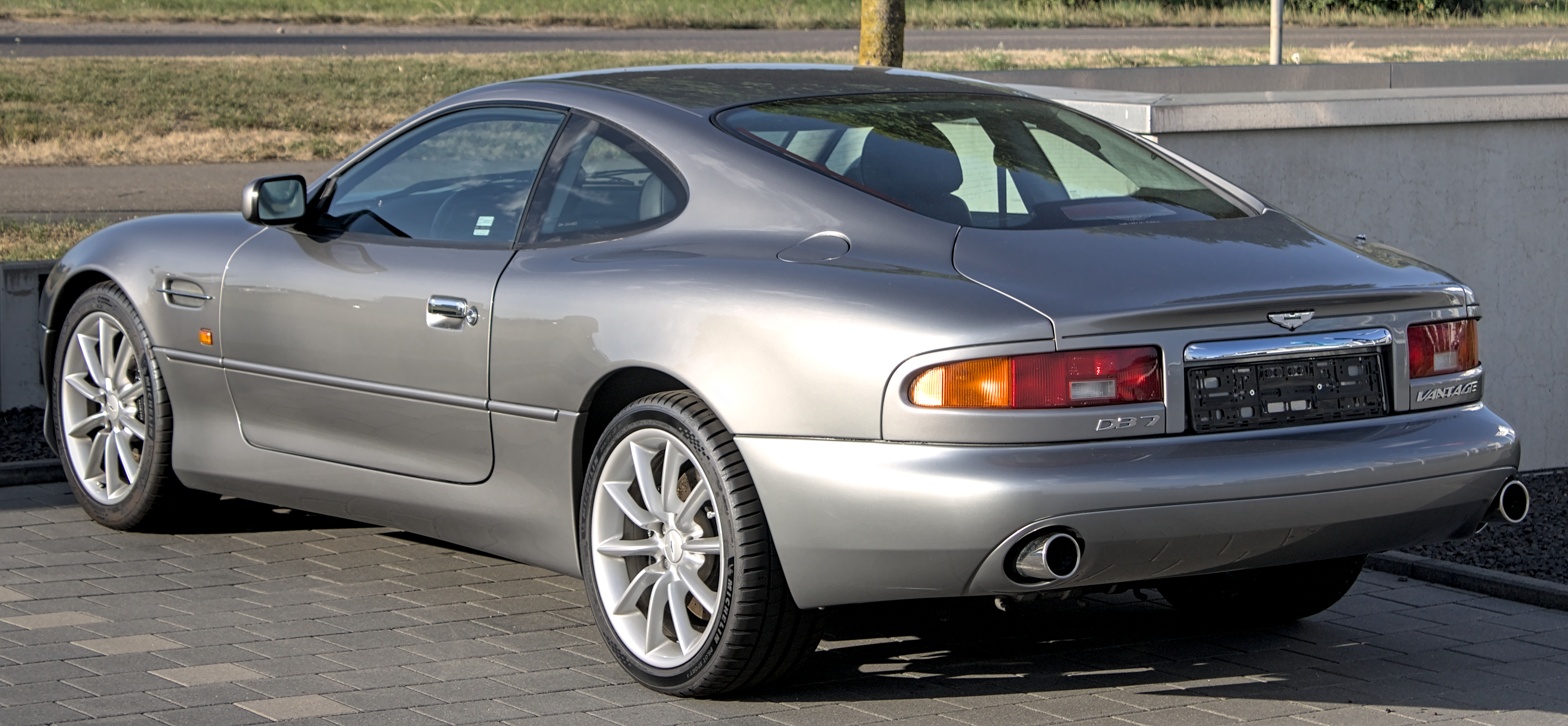

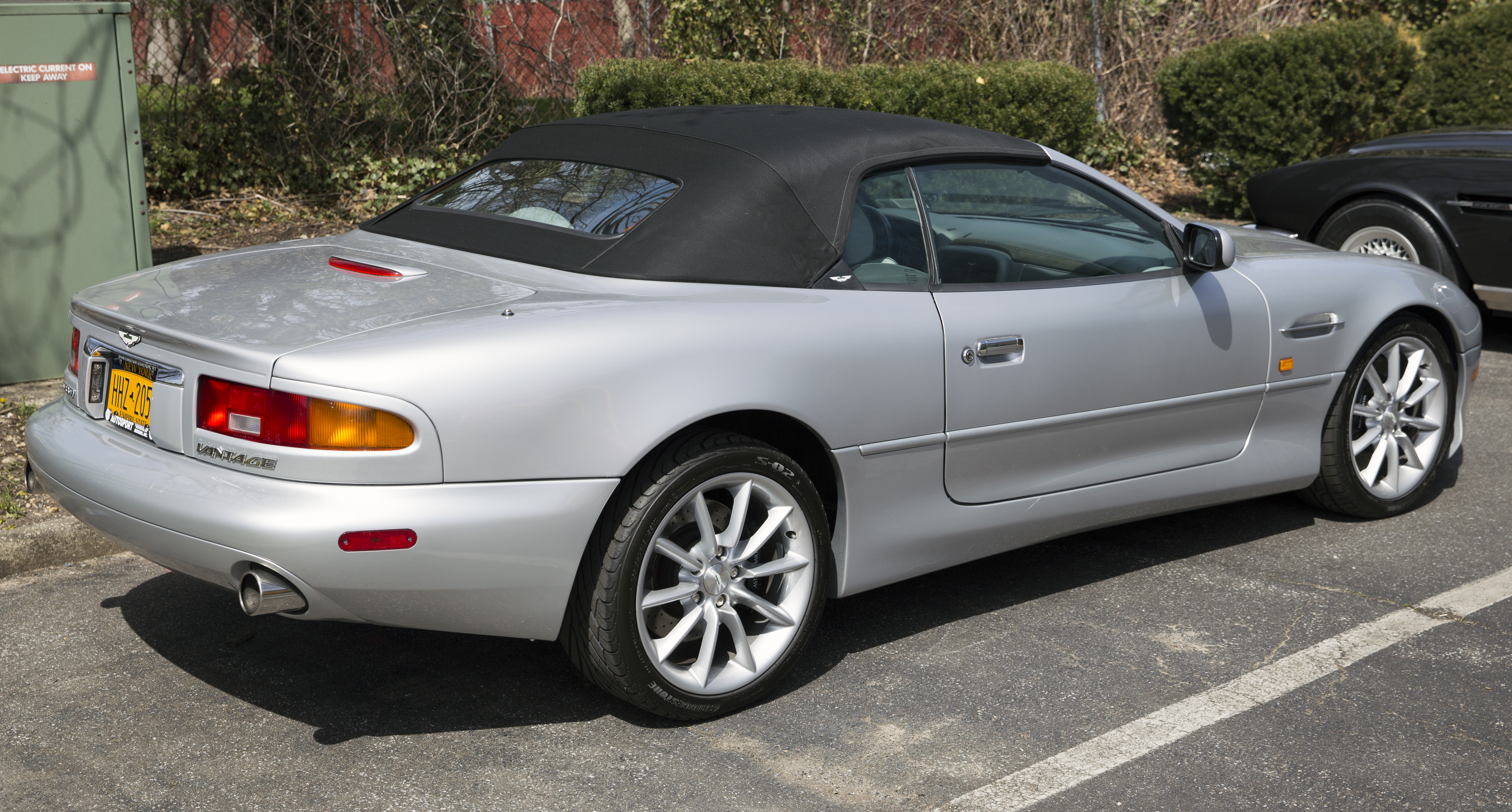
Aston Martin DB7 Vantage Volante

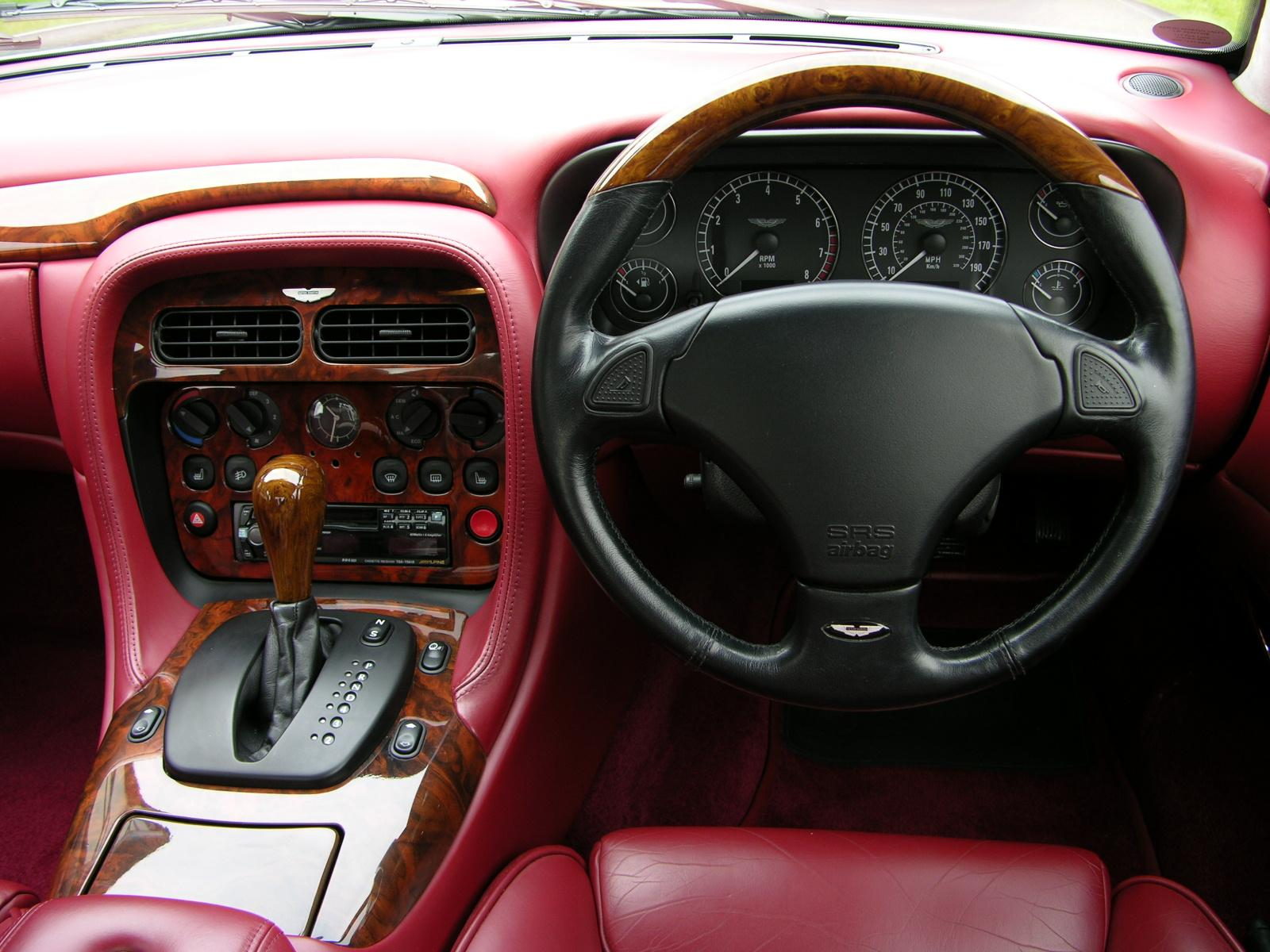

Вперше був представлений на автосалоні в Женеві 1993 року. Продажі стартували в наступному році.
DB7 виготовлявся в основному за рахунок коштів Jaguar і мав фінансову підтримку компанії Ford Motor (власник Aston Martin з 1988 по 2007 рік). Платформа DB7 є еволюцією Jaguar XJS, хоча і з багатьма змінами. Дизайн отримав незначні зміни від Яна Каллума (Ian Callum) так, щоб він був схожий на Aston Martin. Перше покоління Jaguar XK-8 також використовує еволюції платформи XJ-S/DB7 і автомобілі мають сімейну схожість, хоча Aston Martin був значно дорожчим і рідкісним.
DB7 був спроектований в Kidlington, Оксфордшир. З виробництвом Virage (незабаром перейменованим в "V8" такі зміни стилю Vantage) триває в Newport Pagnell, новий завод був придбаний в Bloxham, Оксфордшир, які раніше були використані для виробництва Jaguar XJ220. DB7 і його родичі були єдиними в Aston Martin автомобілями які виготовлялися в Bloxham і єдиними з будівельної сталі успадкованими від Jaguar (Aston Martin традиційно використовує алюміній для кузова своїх автомобілів, і моделей, випущених після DB7 алюміній для шасі, а також для багатьох великих деталей).
Кабріолет Aston Martin DB7 Volante був представлений на Північноамериканському міжнародному автосалоні в Детройті в 1996 році. Обидві версії мають рядний шестициліндровий двигун з нагнітачем потужністю 340 к.с. (250 кВт) і 489 Нм крутного моменту. У Сполучених Штатах купе продавалося за $ 140 000, Volante за $ 150 000.
В цілому, з 1994 по 2003 рік побудовано понад 7000 екземплярів DB7.

### V12 Vantage
В 1999 році більш потужний DB7 Vantage V12 був представлений на автосалоні в Женеві. Його 5,9 літровий, 48-клапанний, V12 двигун виробляв 420 к.с. (313 кВт) та 540 Нм крутного моменту, автомобіль з цим двигуном отримав назву Aston Martin DB7 Vantage. Зовні ці машини легко відрізнити за великими протитуманними фарам. Двигун має коефіцієнт стиску 10.3:1. Vantage були доступні з Tremec T-56 шестиступінчастою ручною або ZF 5HP30 п'ятиступінчастою автоматичною коробкою передач. Aston Martin заявив, що максимальна швидкість 299 км/год або (189 миль/год) з механічною коробкою передач та 266 км/год (165 миль/год) з автоматичною коробкою передач, і буде розганятися від 0-100 км/год за 4 9 секунди. Після запуску Vantage, продаж шестициліндрового DB7 був істотно зменшений, тому його виробництво було закінчено до середини 1999 року.

#### V12 GT та GTA
В 2002 році представлена модифікована версія V12 GT. Потужність двигуна збільшена до 435 к.с., момент, що крутить, виріс до 556 Н·м. Підвіска автомобіля була суттєво доопрацьована. Встановлено вентильовані гальмівні диски більшого діаметра (355 мм спереду та 330 мм ззаду). Візуально нова версія відрізнялася сітчастою решіткою повітрозабірників, вентиляційними отворами на капоті, спойлером на кришці багажника, новими колісними дисками, алюмінієвою ручкою КПП та карбоновою обробкою салону (опціонально). Версія GTA оснащувалась 5-ступінчастою автоматичною коробкою передач та стандартним двигуном від V12 Vantage. Усього було випущено 190 GT та 112 GTA.

## Двигуни
- 3.2 L AJ6 supercharged I6 340 к.с. 491 Нм
- 5.9 L V12 426/441 к.с. 542/556 Нм

## Виробництво
- DB7 6-циліндрів :
  - Coupé : 1567
  - Volante : 894
- DB7 V12 Vantage
  - Coupé : 2385
  - Volante : 2046
- DB7 Zagato : 100
- DB AR1 : 100

Всього : 7092